# Phelsuma abbotti
Phelsuma abbotti là một loài thằn lằn trong họ Gekkonidae. Loài này được Stejneger mô tả khoa học đầu tiên năm 1893.